# Burdie Haldorson
Burdette Eliele "Burdie" Haldorson, (Austin, 12 de enero de 1934-Colorado Springs, 13 de octubre de 2023), fue un jugador de baloncesto estadounidense. Con 2.06 de estatura, su puesto natural en la cancha era el de pívot.  Fue dos veces campeón olímpico con Estados Unidos, en los Juegos Olímpicos de Melbourne 1956 y en los de Roma de 1960.